# 彩虹小馬
彩虹小馬是美國遊戲與玩具製造公司孩之寶於1983年所推出的女孩玩具產品系列。為一種擁有各種色彩、可在上面塗鴉及梳理鬃毛的馬型玩具，最初產品的形象是由插畫家邦尼·薩徹利所設計的，目前已發展至第五代。第一代的系列動畫片則於1986年開始播映。2010年，由蘿倫·福斯特擔任製作人的第四代動畫片《彩虹小馬：友情就是魔法》播出後，意外吸引了廣大年長的觀眾，其中大多數是男性青少年與成人，打破了本系列收視族群一向為女性幼童的刻板印象。隨著2021年9月第五代電影《My Little Pony：活力新生代》的發行，代表彩虹小馬系列正式進入新的階段。

## 發展
不同時期的彩虹小馬玩具通常以『第x代』稱呼（英語為G後面加上數字，如第一代稱作G1），原先只是影迷為方便而使用的簡稱，但目前這種稱呼已被官方所採用。

### 第一代（1983~1995）
彩虹小馬系列的前身為1981年推出的「My Pretty Pony」，由插畫家邦尼·薩徹利與雕刻家查理斯·穆恩辛格（Charles Muenchinger）所設計。1982年孩之寶開始構思了第一代的My little pony系列，除了最先出現的陸馬外，還多了天馬、獨角獸、Flutterpony、海馬等種族，並在1983年正式推出。
1986年第一代彩虹小馬動畫播出，當中Twilight、Applejack、Posey、Firefly等角色的設計對後面幾代的小馬動畫依然有很深的影響。1992年則播出動畫“My Little Pony Tales”。“My Little Pony Tales”與1986年動畫版最大的差異在於，該作中小馬角色的擬人化程度更深，例如小馬們建造了自己的城鎮、學校等，有時也會穿上衣服。

### 第二代（1997~2003）
第二代小馬又稱為“友誼花園小馬”（Friendship Garden Ponies）。與前一代相比這一代的小馬玩具四肢較為修長。另外該代僅有玩具商品而無動畫作品。

### 第三代（2003~2010）
第三代的彩虹小馬於2003年推出，2003年至2005年僅推出陸馬系列，2005至2006年推出了獨角獸與天馬系列
。
這一代的動畫沒有在電視上播放，而是採取錄影帶首映推出，第三代動畫由於前後期畫風的不同，一般分別被稱為G3與G3.5，但兩者角色設定是相同的。

### 第四代（2010~2021）

#### 電視動畫（2010~2019）
2010年孩之寶推出了新一代的玩具與動畫，這一代的動畫標題為《彩虹小馬：友情就是魔法》（My Little Pony: Friendship is Magic），有時被稱作第四代彩虹小馬（G4）。於2010年10月10日開始播放，由曾製作《飛天小女警》與《親親麻吉》的動畫師蘿倫·福斯特擔任本影集的創意總監與執行製作。該系列動畫的目標觀眾群雖為小學女孩，但其造型可愛且個性鮮明的角色設定，加上生活化且具深度的劇情卻意外地吸引了眾多成年男性擁護者。這一代動畫的影迷又稱為『Brony』。
2015年8月，孩之寶在宣布將會和獅門影業合作發行電影版《彩虹小馬大電影》，最終在2017年10月6日上映。
2019年，最終季第九季播映完畢。

#### 小馬國女孩系列（2013~2020）
2013年，第四代的衍生電影《彩虹小馬：小馬國女孩》上映，該劇中小馬角色均以對應於小馬國小馬配色與個性的人類作為形象。同時孩之寶也推出了小馬國女孩的玩偶系列。
全系列已於2020年6月23日第二季播畢後完結。

#### 小馬日常（2020~2021）
2020年7月21日，彩虹小馬：友情就是魔法的衍生作品《小馬日常》（My Little Pony: Pony Life，暫譯）開始播放，其角色大致沿用原作，不過造型為Q版搞笑風格。又被稱為G4.5。

### 第五代（2021~）
彩虹小馬第五代將以電影《My Little Pony：活力新生代》（英語：My Little Pony: A New Generation）做為開端。2021年2月25日，孩之寶旗下的娛樂公司Entertainment One率先曝光有關彩虹小馬“第五代”（暫稱G5）電影的新消息，同日舉行的孩之宝投资者大会則正式公布了G5的更多相關訊息，其中包括3D電腦動畫電影和後續的電視動畫劇集。第五代的世界觀將延續前作《友誼就是魔法》，但採用新的角色和時間線。
電影原定於2021年9月23日由派拉蒙影業上映，但由於嚴重特殊傳染性肺炎疫情而取消，改於2021年9月24日於Netflix首映。而後續的電視動畫劇集《My Little Pony：我的可愛標記》也於2022年在Netflix上映。第五代另有名為《My Little Pony: Tell Your Tale》（臺譯：彩虹小馬: 小馬國大小事）的2D動畫短片系列，已在2022年4月7日起在彩虹小馬所的官方Youtube頻道播放
目前已公佈第五代的5名主要角色，包括晴晴星願（Sunny Starcourt）、伊茲月虹（Izzy Moonbow）、希契驅瑟（Hitch Trailblazer）、琵波花兒（Pipp Petals）和奇波暴風
（Zipp Storm）。

## 劇集概覽
| 劇集                             | 季數                           | 集数                           | 集数                           | 上線日期       | 上線日期       | 上線日期            |
| 劇集                             | 季數                           | 集数                           | 集数                           | 首映           | 季终           | 电视网              |
| -------------------------------- | ------------------------------ | ------------------------------ | ------------------------------ | -------------- | -------------- | ------------------- |
| 《彩虹小馬》                     | 1                              | 50                             | 50                             | 1986年9月15日  | 1986年11月21日 | 廣播聯賣            |
| 《彩虹小馬》                     | 2                              | 15                             | 15                             | 1987年9月7日   | 1987年9月25日  | 廣播聯賣            |
| 《My Little Pony Tales》         | 1                              | 26                             | 26                             | 1992年8月2日   | 1992年12月25日 | 迪士尼頻道          |
| 《彩虹小馬：友情就是魔法》       | 1                              | 26                             | 26                             | 2010年10月10日 | 2011年5月6日   | The Hub/Hub Network |
| 《彩虹小馬：友情就是魔法》       | 2                              | 26                             | 26                             | 2011年9月17日  | 2012年4月21日  | The Hub/Hub Network |
| 《彩虹小馬：友情就是魔法》       | 3                              | 13                             | 13                             | 2012年11月10日 | 2013年2月16日  | The Hub/Hub Network |
| 《彩虹小馬：友情就是魔法》       | 4                              | 26                             | 26                             | 2013年11月23日 | 2014年5月10日  | The Hub/Hub Network |
| 《彩虹小馬：友情就是魔法》       | 5                              | 26                             | 26                             | 2015年4月4日   | 2015年11月28日 | Discovery Family    |
| 《彩虹小馬：友情就是魔法》       | 6                              | 26                             | 26                             | 2016年3月26日  | 2016年10月22日 | Discovery Family    |
| 《彩虹小馬：友情就是魔法》       | 7                              | 26                             | 26                             | 2017年4月15日  | 2017年10月28日 | Discovery Family    |
| 《彩虹小馬：友情就是魔法》       | 彩虹小馬大電影                 | 彩虹小馬大電影                 | 彩虹小馬大電影                 | 2017年10月6日  | 2017年10月6日  | 不適用              |
| 《彩虹小馬：友情就是魔法》       | 8                              | 26                             | 26                             | 2018年3月24日  | 2018年10月13日 | Discovery Family    |
| 《彩虹小馬：友情就是魔法》       | 假日特輯                       | 假日特輯                       | 假日特輯                       | 2018年10月27日 | 2018年10月27日 | Discovery Family    |
| 《彩虹小馬：友情就是魔法》       | 9                              | 26                             | 26                             | 2019年4月6日   | 2019年10月12日 | Discovery Family    |
| 《彩虹小馬：友情就是魔法》       | 特輯                           | 特輯                           | 特輯                           | 2019年6月29日  | 2019年6月29日  | Discovery Family    |
| 《彩虹小馬：小馬日常》           | 1                              | 26                             | 26                             | 2020年11月7日  | 2021年2月6日   | Discovery Family    |
| 《彩虹小馬：小馬日常》           | 2                              | 14                             | 14                             | 2021年4月10日  | 2021年5月22日  | Discovery Family    |
| 《My Little Pony：我的可愛標記》 | 《My Little Pony：活力新生代》 | 《My Little Pony：活力新生代》 | 《My Little Pony：活力新生代》 | 2021年9月24日  | 2021年9月24日  | Netflix             |
| 《My Little Pony：我的可愛標記》 | 特別篇                         | 特別篇                         | 特別篇                         | 2022年5月26日  | 2022年5月26日  | Netflix             |
| 《My Little Pony：我的可愛標記》 | 1                              | 8                              | 8                              | 2022年9月26日  | 2022年9月26日  | Netflix             |
| 《My Little Pony：我的可愛標記》 | 假日特輯                       | 假日特輯                       | 假日特輯                       | 2022年11月21日 | 2022年11月21日 | Netflix             |

註：2003至2009年的第三代動畫採錄影帶首映。

## 外部連結
- 孩之寶My little pony官方網站 （页面存档备份，存于） （英文）
- Strawberryreef.com - My Little Pony Reference & Identification （页面存档备份，存于） （英文）